# گابریلا گارسیا
گابریلا گارسیا (انگلیسی: Gabriela García؛ زادهٔ ۲ آوریل ۱۹۹۷) بازیکن فوتبال اهل ونزوئلا است.
وی همچنین در تیم‌های ملی فوتبال Venezuela women's national under-17 football team, Venezuela women's national under-20 football team، و Venezuela women's national football team بازی کرده‌است.